# Konfliktní linie

Ilustrace štěpných linií dle Rokkana a Lipseta

Konfliktní neboli štěpné linie (anglicky: cleavages) je politologická teorie založená na historicko-sociologickém přístupu, jejíž základní myšlenka je, že podoba stranického systému, vychází z určité konstelace konfliktů vzniklých dlouhodobými historickými procesy uvnitř společnosti, které vytvářely vazby mezi různými segmenty voličů a politickými stranami, reprezentující jejich partikulární zájmy.
Seymour Martin Lipset, americký sociolog a politolog, a Stein Rokkan, norský sociolog a politolog, byli prvními, kdo ve své studii "Cleavage Structures, Party Systems, and Voter Alignments",  vydané roku 1967 popsali tento jev konfliktních linií a jeho důsledky. Navázali tak na řadu významných sociologů zabývajících se tzv. sociologií konfliktu, mezi nimi např.: Georg Simmel (1858-1931), George Herbert Mead (1863-1931) nebo Karl Marx (1818-1883).

## Vznik konfliktních linií
Konfliktní linie se vytváří především soupeřením nebo spoluprací stran ve stranickém systému ohledně dlouhodobých témat.
Primární myšlenka Lipseta a Rokkana říká, že podoba dnešních stranických systémů západoevropských zemí je výsledkem dlouhodobých historických společenských procesů.Politické strany a politické systémy vznikly vytvářením spojení mezi skupinami voličů a politickými stranami hájícími jejich zájmy.
Lipset a Rokkan tvrdí, že oddělené společenské skupiny a tedy i čtyři konfliktní linie se zformovaly jako následek dvou revolucí, a to národní a industriální, projevující se ve dvou dimenzích, teritoriální a funkcionální:
|                     | Teritoriální dimenze | Funkcionální dimenze |
| ------------------- | -------------------- | -------------------- |
| Národní revoluce    | centrum-periferie    | církev-stát          |
| Průmyslová revoluce | město-venkov         | vlastníci-pracující  |

Koncept konfliktních linií byl velmi diskutovaným tématem a později jej rozvíjeli i směrem teoretickým. Ronald Inglehart začal v roce 1990 používat pojmy postmateriální hodnoty a postmateriální politika jako případnou novou konfliktní linii, která vznikala zejména kvůli rostoucímu významu nových sociálních hnutí a politických stran (charakteristicky strany zelených). Dnes již pozorujeme, že pouze doplnila povahu stranicko-politických soupeření.

### Čtyři konfliktní linie

#### Centrum-periferie
Jedná se o konflikt mezi dominantní kulturou centra a odlišnou kulturou skupin žijících na periferiích – mezi jejich rozdíly v ekonomické, sociální, kulturní a politické vyspělosti. Vede ke vzniku regionálních nebo etnických stran.

#### Město-venkov
V tomto případě jde o konflikt mezi ekonomickými zájmy zemědělského venkova a průmyslovými městy. Zvětšil se s nástupem průmyslové revoluce, kde feudalismus, který bránil zájmy bohatého venkova, začal být nahrazován volným trhem. Podněcuje vznik agrárních stran.

#### Církev-stát
Konflikt tkví mezi vztahy a rozdíly plynoucími z náboženské orientace, z postavení církve/církví ve společnosti a vztahem její/jejich moci s mocí světskou. Vedl k rozporu při reformaci Evropy mezi katolíky a “reformovanými” křesťany. Náboženský rozpor se promítl do dnešního vztahu mezi církví a státem.

#### Vlastníci-pracující
Konflikt vzniká mezi zájmy různých ekonomických tříd. V marxistickém pojetí mezi nemajetným proletariátem a buržoazií, která vlastní výrobní prostředky a přivlastňuje si zisk. Nemarxistické pojetí vidí konflikt mezi zájmy vysoce placených zaměstnanců, manažerů či podnikatelů a zájmy osob s nižším příjmem, nezaměstnaných a dělníků.
Jeho následkem je vznik sociálně demokratických stran. Tato linie dosáhla největšího významu, jelikož homogenizovala západoevropské stranické systémy. Vzniklé strany také přicházely do konfliktů s vládnoucí konzervativní či liberální elitou a staly se tak silnou opozicí.